# مسجد داسي الكبير
مسجد داسي الكبير (بالصينية 台子清真大寺: بالبينيين Táizi) يقع المسجد في مدينة ينشوان التابعة لمنطقة نينغشيا ذاتية الحكم في الصين. خضع المسجد لأربع تجديدات على مدى السنوات الأربع الماضية.